# (7483) Sekitakakazu
(7483) Sekitakakazu (1994 VO2) – planetoida z pasa głównego asteroid okrążająca Słońce w ciągu 5,68 lat w średniej odległości 3,18 j.a. Odkryta 1 listopada 1994 roku.